# Yamato-damashii
Lo Yamato-damashii (大和魂? "Spirito di Yamato") è un termine della lingua giapponese che indica un concetto spirituale originario del Giappone antico rappresentante l'orgoglio e la persistenza del popolo del Giappone di fronte ad un grave pericolo.
Il termine fu coniato nel periodo Heian per descrivere lo spirito innato del popolo indigeno del Giappone o i suoi valori culturali in opposizione a quelli delle nazioni straniere quali quelli conosciuti attraverso il contatto con la Cina della dinastia Tang. Più tardi, si venne ad esprimere col termine un contrasto qualitativo tra spirito cinese e giapponese. Durante il periodo Edo, scrittori e samurai lo usarono per sottolineare e promuovere i concetti di onore e valore tipici del Bushido. I promotori del Nazionalismo giapponese propagandarono lo Yamato-damashii – "il coraggioso, audace, indomito spirito del popolo giapponese" – come una delle chiavi della dottrina politico militare del periodo Shōwa. In Occidente Yamato-damashii viene per lo più tradotto come "spirito giapponese", "anima giapponese", "spirito Yamato", o "anima dell'Antico Giappone".

## Origine
La locuzione usa il nome della antica provincia di Yamato, sede dei primi Imperatori, usata per indicare per sineddoche l'intero Giappone
Originalmente ''Yamato-damashi'' non veicolava una ideologia pesantemente orientata in senso militare che divenne più tardi abitualmente associata al termine nel moderno Giappone prebellico. Appare per la prima volta nel capitolo 21 "Otome"(乙女) de ''La storia di Genji'' come una virtù innata che fiorisce soprattutto - e quindi non in contrasto con una civiltà straniera - in coloro che sono stati educati nella cultura cinese (confuciana).
''No, la miglior cosa è fornirgli un solido fondamento di cultura. Dove si trova una solida base di cultura cinese (zae 才), là lo spirito del Giappone (yamato-damashii 大和魂) è rispettato nel mondo'' (Murasaki Shikibu, ''La storia di Genji'')